# Eray

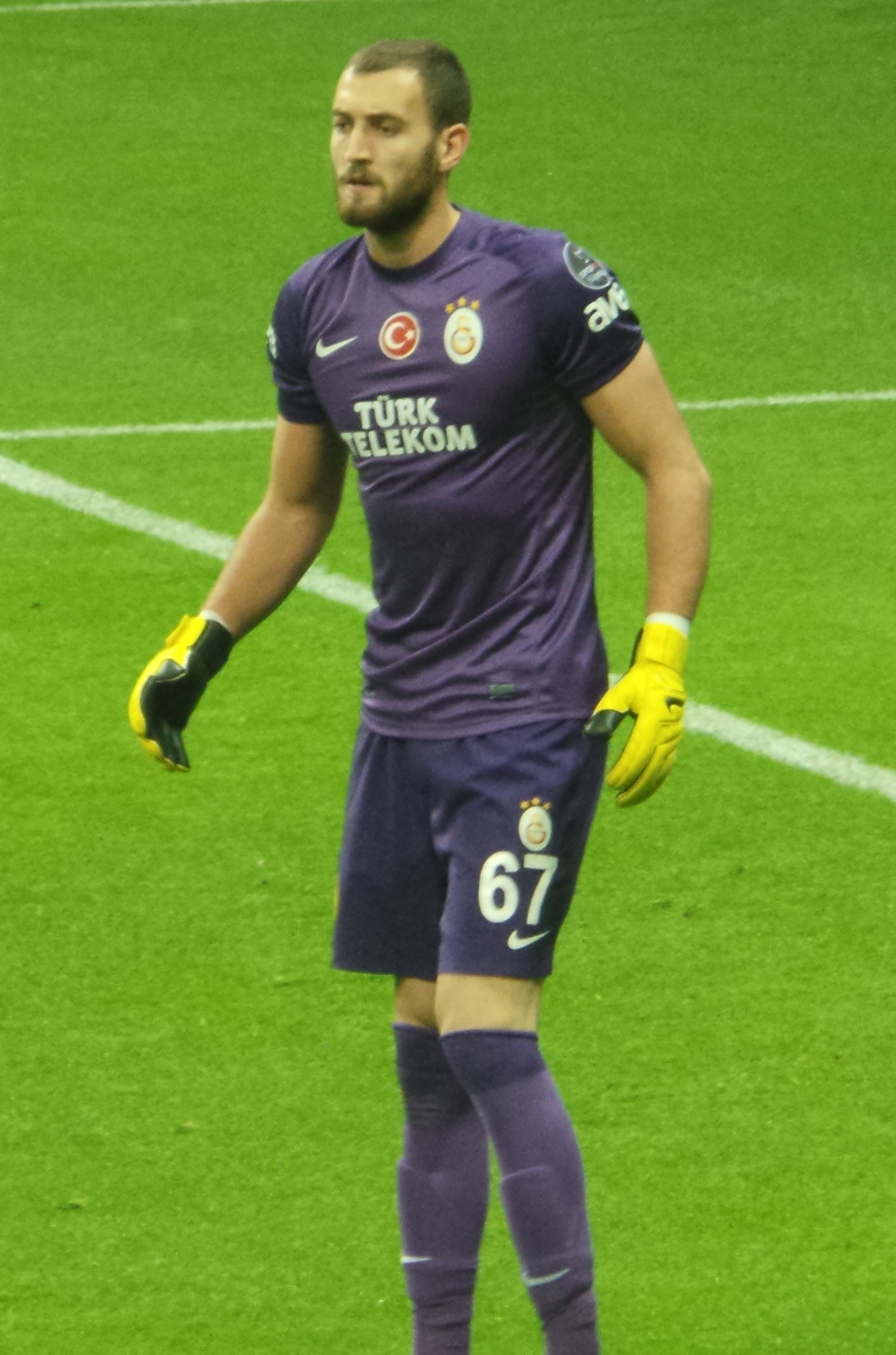
Eray İşcan, 2013.

Eray är ett turkiskt mansnamn. Eray betyder den första månaden, född i början av månaden. Betyder även ansikte likt "månsken".(Uttalas ungefär Är-ay)

## Personer som heter Eray i förnamn
- Eray Atalı, turkisk ishockeymålvakt med landslagsmeriter.[2]
- Eray Ataseven, turkisk fotbollsspelare som spelar i Süper Lig.[3]
- Eray Birniçan, turkisk fotbollsmålvakt som spelar i Süper Lig.[4]
- Eray Özbal, turkisk skådespelare.[5]

## Personer som heter Eray i efternamn
- Michele Eray, sydafrikansk kanotist på internationell elitnivå.[6]